# Fårbo
Fårbo – miejscowość (tätort) w Szwecji, w regionie administracyjnym (län) Kalmar, w gminie Oskarshamn.
Według danych Szwedzkiego Urzędu Statystycznego liczba ludności wyniosła: 498 (31 grudnia 2015), 537 (31 grudnia 2018) i 525 (31 grudnia 2019).